# البروتستانتية في الولايات المتحدة
البروتستانتية هي أكبر مجموعة مسيحية في الولايات المتحدة، ويشكلون ما يقرب من نصف سكان البلاد. الولايات المتحدة هي أيضًا موطن ل20% من البروتستانت في العالم، وتضم نحو 150 مليون نسمة، مما يجعلها الدولة التي تضم أكبر عدد من البروتستانت. ويشكل المعمدانيين نحو ثلث البروتستانت الأمريكيين.
تنقسم البروتستانتية إلى مجموعتان الأولى هي البروتستانتية الإنجيلية والثانية هي البروتستانتية التقليدية أو البروتستانتية الخط الرئيسي ويبلغ عددهم ما يقارب 26,344,933 مليون أمريكي مقابل 39,930,869 بروتستانتي انجيلي.

## البروتستانتية الخط الرئيسي

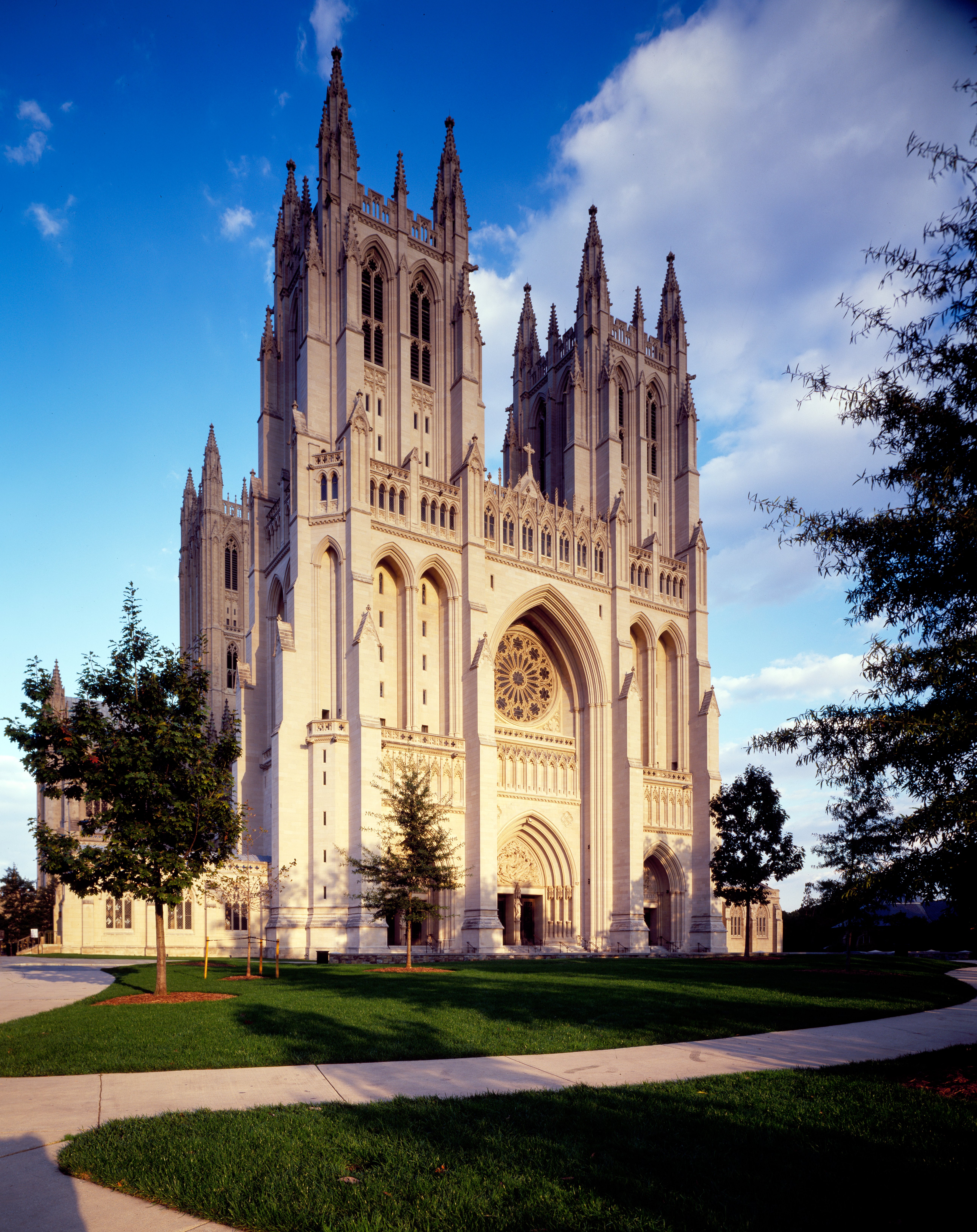
كاتدرائية واشنطن الوطنية، وهي من مراكز الكنيسة الاسقفية والتي لعبت دور هام في السياسة والاقتصاد والمجتمع الأمريكي.

البروتستانتية الخط الرئيسي أو البروتستانتية التقليدية هو مصطلح شائع في الولايات المتحدة لوصف الكنائس البروتستانتية التقليدية والتي تشمل سبع مذاهب وهي المشيخيون، الأبرشانيون، الاسقفيون، الميثودية، اللوثرية، والمعمدانيون ولهذه المذاهب قاعدة اجتماعية عريضة راسخة في الطبقات الوسطى والعليا ذات النفوذ الإقتصادي والسياسي والثقافي، ويتوزع ابناؤها على الولايات المتحدة الأمريكية المختلفة، وتعتنق أغلبها أفكار دينية ليبرالية منفتحة على قيم الحداثة، وهي ذات حس اجتماعي قوي، ويتميز موقفها من القضايا العامة على فصل الدين عن الدولة، مثال على ذلك الكنيسة الأسقفية الأمريكية والتي تعتبر بحسب الاحصائيات الطائفة الأكثر تعلمًا وثراء في الولايات المتحدة. ويشكلون جزء من النخبة الثرية والمتعلمة والسياسية في الولايات المتحدة. وتشكل هذه الطوائف عماد طبقة الواسب المؤثرة سياسيًا واقتصاديًا.
يتفق المؤرخين على أن أعضاء الطوائف البروتستانتية الخط الرئيسي لعبوا أدوارًا قيادية في العديد من جوانب الحياة الأمريكية، بما في ذلك السياسة والأعمال، والعلوم، والفنون، والتعليم. كما أسسوا معظم المعاهد الرائدة في البلاد للتعليم العالي.
وفقًا لهارييت زوكرمان، حوالي 72% من الأمريكيين الحائزين على جائزة نوبل بين سنوات 1901-1972 كانوا من خلفية بروتستانتية. أسس البروتستانت الخط الرئيسي الكليات والجامعات الأولى في أمريكا، بما في ذلك جامعة هارفارد، جامعة ييل، جامعة برينستون، جامعة كولومبيا، كلية دارتموث وكلية ميدلبوري. ومنذ 1920 ضعفت أو إسقطت الاتصالات الرسمية مع الكنائس البروتستانتية. يجادل مارسدن أنه في سنوات 1950:
لدى أتباع الكنيسة الأسقفية الأمريكية (76%) والكنيسة المشيخية في أمريكا (64%) والكنيسة الميثودية المتحدة (56%) وكنيسة المسيح المتحدة (46%) أعلى نسب من الحاصلين على شهادات جامعية وشهادات في الدراسات العليا بين الطوائف المسيحية، وكذلك أصحاب الدخل الأكثر ارتفاعا بين الطوائف المسيحية في الولايات المتحدة.
يميل أتباع الكنيسة الأسقفية الأمريكية والكنيسة المشيخية في أمريكا إلى أن يكونوا أكثر ثراء وأفضل تعليمًا من معظم الجماعات الدينية الأخرى في الولايات المتحدة، ويتواجد الأسقفيين والمشيخيين على نحو غير متناسب في الروافد العليا بين رجال الأعمال الأميركيين، القانون والسياسة، وخاصًة في الحزب الجمهوري. تاريخيًا إنتمت العديد من العائلات الأمريكية الثرية والغنية الشهيرة مثل عائلة عائلة روكفلر، ومورجان، وفورد، وروزفلت، وفاندربيلت، وكارنجي، ودو بونت، وآستور، وفوربس، وعائلة بوش إلى كنائس البروتستانتية الخط الرئيسي.
دينيًا الأغلبيّة العظمى من قضاة المحكمة العليا للولايات المتحدة كانوا من البروتستانت، في القرن التاسع عشر كان جميع القضاة من أصول أوروبيّة بروتستانتيّة. من بين 112 قاضي ترأس المحكمة العليا للولايات المتحدة كان منهم 91 بروتستانتي؛ ومن بين القضاة البروتستانت كان خمسة وثلاثين أسقفي وتسعة عشر مشيخي وعشرة توحيديين وخمسة ميثوديين وثلاثة معمدانيين.

## الإنجيلية

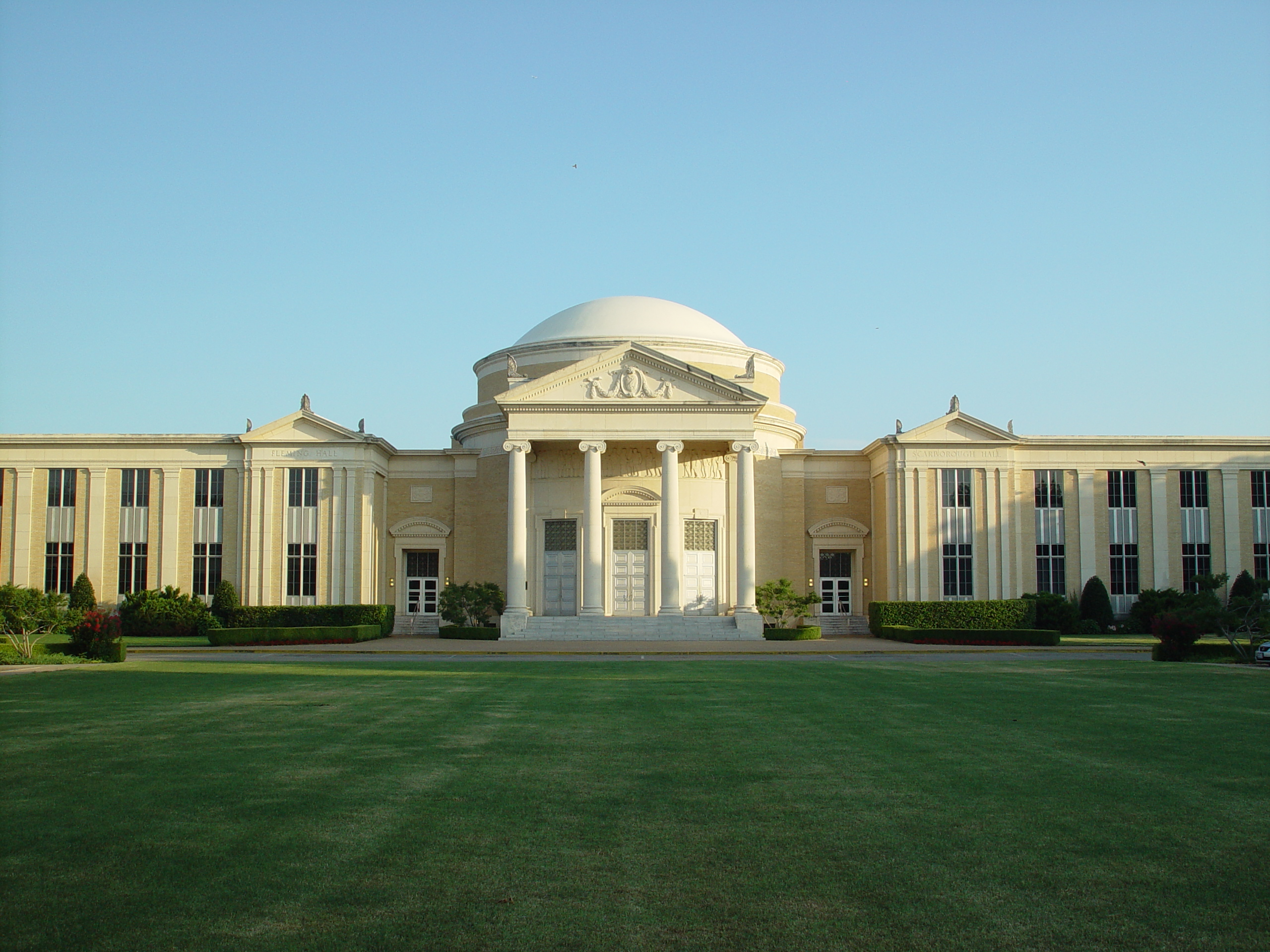
كلية اللاهوت، التابعة للكنيسة المعمدانية الجنوبية.

تعود جذور الكنائس الإنجيلية التبشيرية والمنتمون إليها إلى حركة النهضة البروتستانتية في القرن الثامن عشر، وهي فترة تميزت بازدياد النشاط الديني، خاصًة في الولايات المتحدة وبريطانيا.
يؤكد الإنجيليون التبشيريون على التجربة الدينية الشخصية والاهتداء الفردي ودراسة الكتاب المقدس (بعهديه القديم والجديد) ودور جمهور المؤمنين من غير رجال الدين في نشر المعتقدات الدينية وضرورة ممارسة الأخلاق الحميدة المرتكزة إلى العقيدة الدينية في الحياة العامة، يركز الإنجيليون على العهد القديم ويتقيدون ببعض شرائعة فيختنون ذكورهم وغيرها من التقاليد المأخوذة من التراث اليهودي المسيحي.
تملك الكنائس الإنجيلية في الولايات المتحدة شبكة واسعة من وسائل الإعلام المرئية والسمعية منها بين 250 إلى 300 محطة تلفزيون دينية وبين 1,200 إلى 1,600 إذاعة وحوالي 2,000 مكتبة، ومن أبرز الشبكات التلفزيونية الإنجيلية الأمريكيَّة قناة الله، وشبكة البث المسيحية، وشبكة الثالوث للبث والتي تُعتبر أكبر شبكة تلفزيونيَّة دينيَّة في العالم. وظهر في العصر الحديث ثلاثة مبشرين نقلوا مسرح دعوتهم إلى التلفاز فصاروا يعرفون بهذا الاسم، واشتهر منهم بيلي غراهام وأورال روبرتز وركس هامبرد. ويُعتبر أكثر مُبشري التلفاز أصوليين أو أصوليين جُدد، ولكن هناك أمثال جيمي سويغارت ممن يُصنّف في طريقة البنتكوستل. وتملك الكنائس الإنجيلية شبكة واسعة من المدراس والجامعات والمتاحف ومراكز الأسرة بالإضافة إلى حوالي 300 كليّّة إنجيليَّة.
ازداد نفوذ الإنجيليين سياسيًا في الولايات المتحدة في الآونة الأخيرة مثلًا استطاع اليمين الإنجيلي منذ سبعينات القرن الماضي السيطرة على الحزب الجمهوري وكان مسؤولاً عن تحديد رئيس الجمهورية منذ جيمي كارتر عام 1976، حتى جورج بوش الابن سنة 2000. بدايات تأثير الانجيلية السياسي، يعود إلى أنّ الإنجيليين يمثلون نحو ربع سكان الولايات المتحدة وحوالي 40% من تعداد جميع البروتستانت، وإلى أنهم لا يملكون ـ بخلاف الكاثوليكية ـ بنية تراتبية مركزية، ولكن لديهم مجموعة منظمات يجتمعون تحت مظلتها، مثل المجلس الأمريكي للكنائس المسيحية، والجمعية الوطنية للإنجيليين، والمجلس العالمي للكنائس المسيحية. دعم بيلي جراهام وجيري فالويل وبايلي سميث وبات روبرتسون انتخاب كارتر الذي أعلن أنه وُلد من جديد، وأسس الانجيليين مجموعة الضغط الأغلبية الأخلاقية في الكونغرس.
وبحسب دراسة تعود إلى عام 2015 حوالي 450,000 مُسلم أمريكي تحول إلى المسيحية خصوصًا على مذهب الإنجيلية. وكشف استطلاع من مركز بيو للدراسات وللرأي أجري بين يهود أمريكا في أكتوبر 2013 عن ارتفاع عدد المسيحيون من خلفية يهودية وبين الإستطلاع انه يقطن في الولايات المتحدة 1,600,000 يهودي تحول للمسيحية أو مسيحي من خلفية يهودية. كما وجد تقرير معهد بيو الذي نشر 12 مايو سنة 2015 حول «وضع الديانة في الولايات المتحدة» أنّ 36% من الملحدين واللادينيين الأمريكيين تحولوا إلى الديانة المسيحية خصوصًا إلى المذهب الإنجيلي البروتستانتي مقابل 10% لأديان أخرى.

## الكنائس السوداء

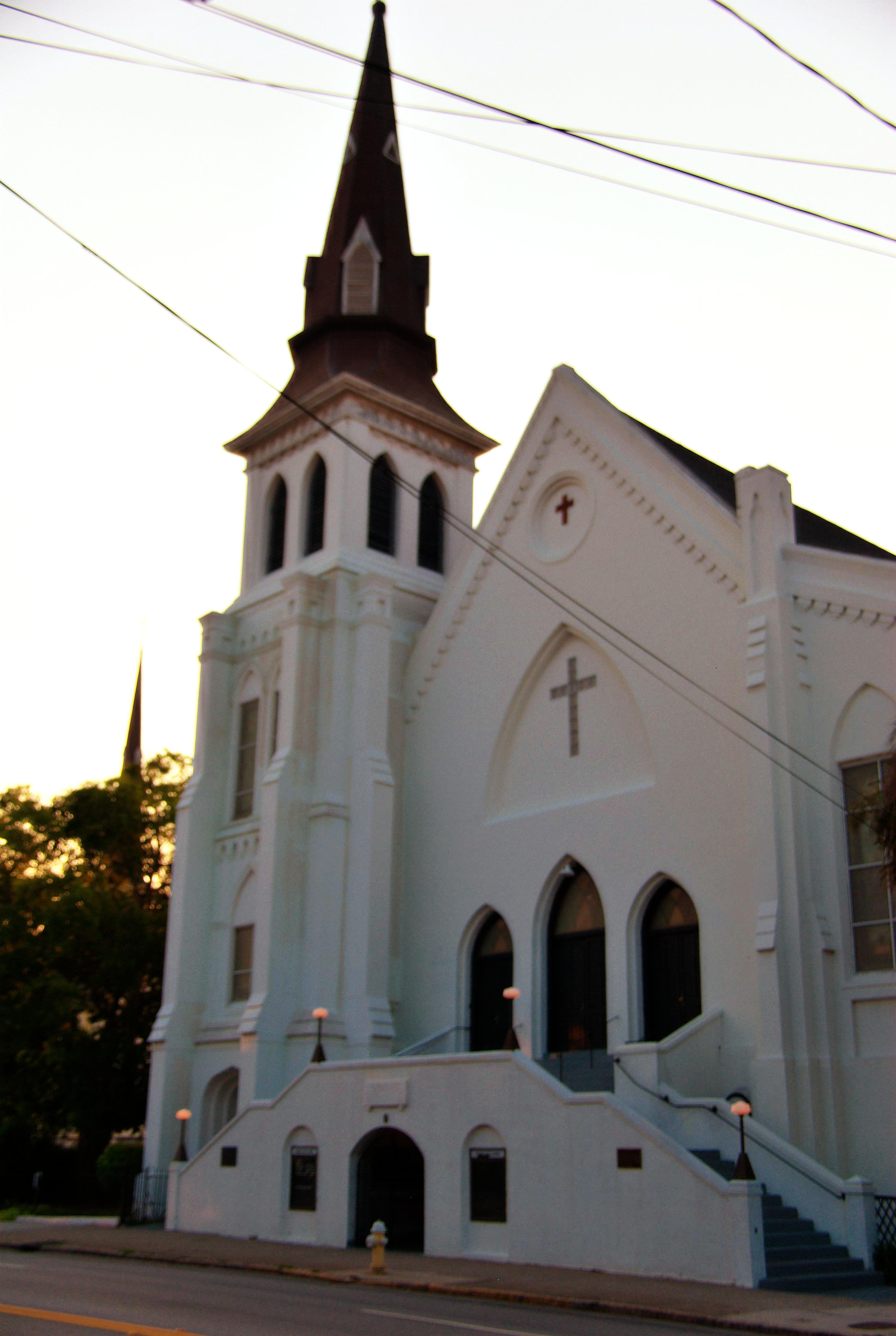
كنيسة إيمانويل الأسقفية الميثودية الأفريقية؛ من أقدم كنائس السود في الولايات المتحدة.

الكنيسة السوداء أو الكنيسة الأفريقية الأمريكية تشير إلى الكنائس البروتستانتية المسيحية التي تخدم في الوقت الراهن أو تاريخيًا التجمعات الدينية التي تقطنها أغلبية من أمريكيون من أصول أفريقية في الولايات المتحدة. في حين أن بعض كنائس السود ينتمون إلى طوائف ذات أغلبيّة من أصول أفريقية، مثل كنيسة الأسقفية الميثودية الأفريقية، العديد من الكنائس السوداء هي أعضاء في طوائف ذات غالبية بيضاء، مثل كنيسة المسيح المتحدة.
تأسست أكثر التجمعات والكنائس السوداء قبل عام 1800 من قبل السود الأحرار - على سبيل المثال، فيلادلفيا، بنسيلفانيا وسافانا، جورجيا وبطرسبرغ، فرجينيا. أقدم كنيسة معمدانية سوداء تتواجد في ولاية كنتاكي، وهي ثالث أقدم الكنائس في الولايات المتحدة، حيث تأسست في حوالي سنة 1790.
بعد أن تم إلغاء العبودية، وبسبب سياسية التفرقة العنصرية في كل من الشمال والجنوب الأمريكي، منع الأمريكيين من أصل أفريقي من العبادة في نفس الكنائس البيضاء خاصًة في الجنوب. هذه الكنائس الجديدة خلقت مجتمعات وممارسات عبادة متميزة ثقافيًا عن الكنائس الأخرى، بما في ذلك شكلًا فريدًا من دمج الثقافة المسيحية مع التقاليد الروحية الأفريقية.
استمر هذا التقليد من العبادة خلال أواخر القرن التاسع عشر وما زال مستمر حتى يومنا هذا على الرغم من تراجع سياسية التفرقة العنصرية في الولايات المتحدة. أصبحت الكنيسة الأفريقية الأمريكية منذ فترة طويلة المركز الاجتماعي للأمريكيون الأفارقة، إذ أقامت شبكة من المدارس في السنوات الأولى بعد الحرب الأهلية، وقامت في وظائف متنوعة مثل الرعاية الاجتماعية، وتوفير الحاجة للمعوزين، وإنشاء المدارس ودور الأيتام. ونتيجة لذلك، أضحت كنائس السود منظمات قوية في المجتمع الأفريقي الأمريكي وتصدرت القيادة الروحية والسياسية، خصوصًا خلال حركة الحقوق المدنية.

## أكبر المذاهب البروتستانتية
أكبر المذاهب البروتستانتية في الولايات المتحدة:
- الكنيسة المعمدانية: 38,662,005 أي 25%.
- خمسينية: 13,673,149 أي 8.9%.
- لوثرية: 7,860,683 أي 5.1%.
- مشيخية: 5,844,855 أي 3.8%.
- ميثودية: 5,473,129 أي 3.6%.
- الأسقفية الأنجليكانية: 2,323,100 أي 1.5%.
- أدفنتست: 2,203,600 أي 1.4%.